# Mały Sadek
Mały Sadek – część wsi Sadek w Polsce położona w województwie mazowieckim, w powiecie szydłowieckim, w gminie Szydłowiec.
W latach 1975–1998 Mały Sadek administracyjnie należał do województwa radomskiego.
Mały Sadek należy do parafii pw. Matki Boskiej Bolesnej w Sadku